# La Chapelle-du-Mont-de-France
La Chapelle-du-Mont-de-France település Franciaországban, Saône-et-Loire megyében. Lakosainak száma 190 fő (2022. január 1.). La Chapelle-du-Mont-de-France Bergesserin, Curtil-sous-Buffières, Trivy, Dompierre-les-Ormes és Navour-sur-Grosne községekkel határos.

## Népesség
A település népességének változása:
| Lakosok száma | 186  | 187  | 189  | 187  | 188  | 189  | 192  | 191  | 190  |
|               | 2013 | 2015 | 2016 | 2017 | 2018 | 2019 | 2020 | 2021 | 2022 |